# Нови хришћанин
Нови хришћанин (шп. Cristiano nuevo, порт. cristãos novos) је термин који су на тлу данашње Шпаније и Португала у доба Реконкисте добијале особе јеврејске или муслиманске вере које су се покрстиле и прешле у хришћанство, као и њихови потомци. Понекад се тај назив протезао на више генерација након конверзије. Овај концепт новог хришћанина стоји у директној супротности са концептом старог хришћанина (шп. cristiano viejo, порт. cristãos velhos), то јест, особе чији су преци били хришћани. У пракси, да би неко доказао да је стари хришћанин (што се често тражило да би се на пример, имао приступ одређеним занимањима), требало је да поднесе на увид седам крштеница — своју, својих родитеља и бабе и деде и са мајчине и са очеве стране.

## Чистота крви
У току средњег века вршиле су се конверзије као резултат физичког, економског и друштвеног притиска. У 14. веку, непријатељско расположење према Јеврејима је било специјално велико и кулминирало је у нередима 1391. године који су се одиграли у Севиљи и другим градовима. У овим нередима јеврејске четврти су биле потпуно уништене а многи Јевреји побијени, што је подстакло многе конверзије преживелих Јевреја из страха. Овај тип конверзија се провлачио кроз цео 15. век. За разлику од других иберијских краљевстава, Португал није доживео побуне оваквих димензија. Популација нових хришћана је у Португалу нагло порасла након присилне конверзије 1497.
Назив „нови хришћанин“ се пре свега примењивао на оне породице које су биле присиљене на покрштавање, као на пример Јевреји почев од погрома 1391. Ови покрштеници нису уживали поверење хришћанске заједнице и цркве и били су стално под сумњом да у тајности и даље практикују своју стару веру (криптојудаизам), што је у суштини у већини случаја било и тачно. Они нови хришћани који су у тајности практиковали своју стару религију називали су се погрдним именом мараноси, што на шпанском значи „свиње“.
„Чистота крви“ или „немешана крв“ која се приписивала тзв. старим хришћанима била је, у суштини, идеја без много основа. Ако изузмемо становништво у најсевернијим деловима Иберијског полуострва, готово да је немогуће да је постојао неки становник полуострва који није имао неког претка муслиманске или јеврејске вероисповести. У доба Реконкисте кад би један град био освојен, често се дешавало да је становништво вероисповести губитника бежало у егзодусима и остављало град скоро пуст, да би га победници поново населили становништвом сопствене вероисповести. Међутим, и поред овог обичаја, становници Ал-Андалуза, махом муслимани, углавном су на крају прелазили у хришћанство и прилагођавали се друштву хришћанских освајача, на исти начин како су то вековима раније урадили хришћани након арапског освајања полуострва у 8. веку. Разлика између старих и нових хришћана, према томе, налази се у томе што су нови хришћани плод последњих присилних конверзија које су чиниле део политике религијске једообразности полуострва које су започели Католички краљеви.
Насилно покрштавање је било неопходно како би шпанска инквизиција (основана 1478. године само због нових хришћана) могла да делује против нових хришћана, јер је Инквизиција званично прогонила само јерес у оквиру хришћанске вере, што Јевреји и муслимании нису били јер су припадали другим вероисповестима. Овако покрштене, могли су да их прогоне због непоштовања хришћанске вере којој су званично припадали.

## Јевреји и муслимани
Први конфликт хришћанско друштво је имало са покрштеним Јеврејима, јер их није прихватало из више разлога. Први разлог је био што је народ (међу којим је број старих хришћана био далеко већи него међу племством) видео друштвени углед и успех многих покрштених Јевреја као некомпатибилан са друштвеним редом у држави по коме се свако налазио на оном месту на које је имао право рођењем. То је нарочито био случај са банкарима, занимање које је и те како било на лошем гласу, јер су покрштеници наставили да се баве истим послом којим су се бавили док су били Јевреји и који је био на неки начин обележје Јевреја — позајмљивање новца. Побуна Педра Сармијента у Толеду 1449. године је као резултат имала доношење закона о чистоти крви по ком се као основни услов за вршење многих дужности у кастиљанским институцијама тражило од конадидата да докаже да је стари хришћанин. Католички краљеви су 1492. године издали едикт по ком су Јевреји морали или да се покрсте или су били протерани са територија њихових краљевстава.
Други велики проблем су били морискоси, чија је ситуација била другачија. Нису били разасути по свим градовима широм полуострва као покрштени Јевреји, већ су били концентрисани у сеоским срединама и били углавном кметови који су зависили од својих феудалних господара како би се гарантовао њихов подређени положај, што на крају није било испуњено. Иако је било веома тешко ширити међу њима хришћанство, многи морискоси од оних који су учествовали у тзв. Рату у Алпухарасу средином 16. века били су искрени хришћани или га се барем нису одрекли након присилног крштења којем су били подвргнути њигови дедови након првог протеривања 1502, међутим, вратили су се у ислам захваљујући злостављањима којима су били подвргнути од стране власти. Када се декретовало ново протеривање морискоса 1610. године, многи од њих су били искрени хришћани који су се вратили у ислам кад су стигли у земље где су били протерани, како би могли лакше да се уклопе.

## Положај у друштву
Бити нови хришћанин је у шпанском друштву значило бити обележен до краја живота. Многи су покушавали да се ослободе овог маргинализованог положаја и сакрију своје „новохришћанско“ порекло фалсификовањем крштеница и ступањем у службу у цркву или чак и саму инквизицију. Овакво стање је трајало скоро до 20. века: крајем 19. века, једном искушенику са Мајорке „чуети“ (ово име се давало члановима групе која се идентификовала као „јеврејска“, иако је вековима исповедала католицизам) било је забрањено да се зареди и постане свештеник зато што је наводно био нови хришћанин. Све до средине 20. века, чуете су имале проблема из истих разлога при уласку у верске институције и школе. Исто као што се десило и са морискосима, многи чуете су почели да се интересују за јудаизам, религију која им је тотално била страна, а 1959. године, 30 породица чуета се иселило за Израел.